# Thecla subobscura
Thecla subobscura är en fjärilsart som beskrevs av Percy I. Lathy 1904. Thecla subobscura ingår i släktet Thecla och familjen juvelvingar. Inga underarter finns listade i Catalogue of Life.